# Bethania de la Cruz
Bethania De la Cruz Peña (13 de mayo de 1987) es una jugadora profesional de voleibol dominicana que juega en la posición receptor.

## Palmarés

### Clubes
Campeonato de República Dominicana:
- 2005, 2006

Copa del Emperador:
- 2007

Campeonato de Japón:
- 2008
- 2012

Campeonato de Corea:
- 2014
- 2009, 2013

Campeonato de Puerto Rico:
- 2011

Liga de Campeones:
- 2015

Campeonato de Turquía:
- 2015

Campeonato Mundial de Clubes de la FIVB:
- 2015

Campeonato de Rusia:
- 2017, 2020

Copa de Rusia:
- 2019

### Selección nacional
Copa Panamericana:
- 2008, 2010, 2014, 2016
- 2005, 2009, 2011, 2013, 2017, 2018, 2019
- 2006, 2007

Campeonato NORCECA:
- 2009, 2019[2]
- 2011
- 2005, 2007

Campeonato NORCECA Sub-20:
- 2006

Montreux Volley Masters:
- 2013

Juegos Panamericanos:
- 2019
- 2015

## Premios individuales
- 2006: MVP Campeonato NORCECA Sub-20
- 2007: Mejor anotadora Copa Panamericana
- 2007: Mejor anotadora Campeonato NORCECA
- 2009: MVP el mejor servicio Copa Panamericana
- 2011: MVP Campeonato NORCECA
- 2011: Mejor anotadora el sacadora Copa Mundial
- 2012: MVP Preolímpico Norceca
- 2014: Mejor receptor Copa Panamericana
- 2015: Mejor receptor Liga de Campeones
- 2017: Mejor receptor Copa Panamericana
- 2019: MVP el mejor receptor Juegos Panamericanos
- 2019: Mejor servicio Campeonato NORCECA